# Krzyżowa
Krzyżowa (Duits: Kreisau) is een dorp in de Poolse gemeente Świdnica in het district Świdnica in Neder-Silezië). Tot 1945 behoorde Kreisau tot Duitsland en had een Duitstalige bevolking.
Kreisau is vooral bekend geworden als woonplaats van de adellijke familie von Moltke. De familie had een landgoed dat was verworven door de Pruisische generaal-veldmaarschalk Helmuth von Moltke. Tijdens de Tweede Wereldoorlog kwam hier de verzetsgroep Kreisauer Kreis driemaal samen op het landgoed. Deze verzetsgroep werd door de Gestapo opgerold en enkele leden van de groep, onder wie Helmuth James von Moltke, werden geëxecuteerd.
Na de oorlog werd Silezië aan Polen toegewezen en kreeg Kreisau de naam Krzyżowa. Op het landgoed is nu een stichting actief die streeft naar goede betrekkingen tussen de Europese volkeren. Op 12 november 1989 vond op het landgoed een verzoeningsmis plaats waaraan de Duitse kanselier Helmut Kohl en de Poolse minister-president Tadeusz Mazowiecki deelnamen.

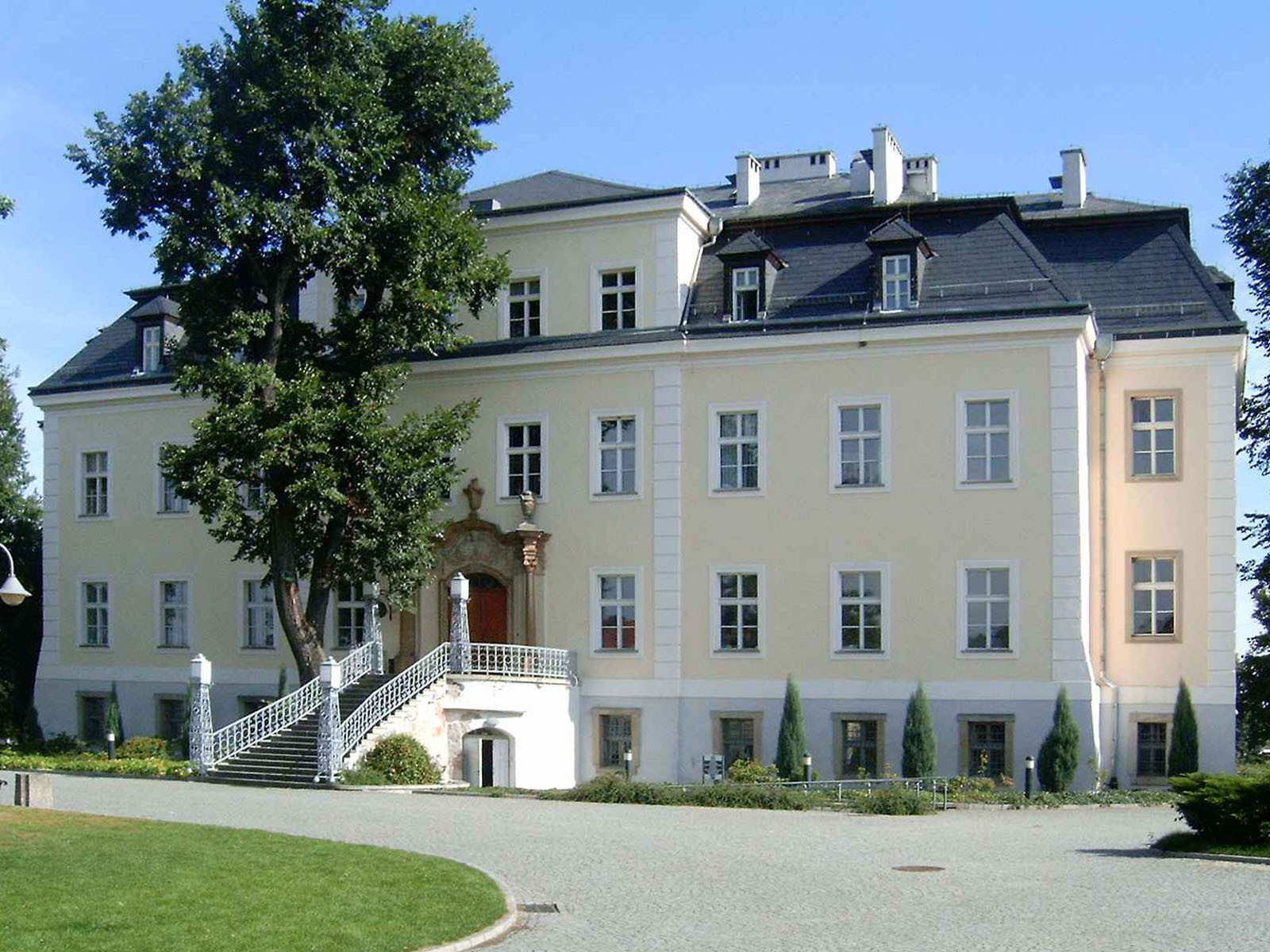
Het landgoed van de von Moltkes